# Niederholz (Bad Grönenbach)
Niederholz ist ein Ortsteil des Kneippheilbades Bad Grönenbach im Landkreis Unterallgäu in Bayern. Sie entstand 1738.

## Geografie

### Topographie
Die Einöde liegt knapp vier Kilometer südöstlich von Bad Grönenbach auf einer Höhe von 726 m ü. NHN. Niederholz grenzt im Norden an das Dorf Ittelsburg, im Süden an Weiler Grasgrub und Eichholz, beide im Landkreis Oberallgäu gelegen.

### Geologie
Niederholz liegt auf einer Jungmoräne mit Endmoränenzügen der Würmeiszeit des Pleistozäns. Der Untergrund enthält zum Teil Vorstoßschotter und Kies, sowie Sand, Ton und Schluff.